# Getijgolf

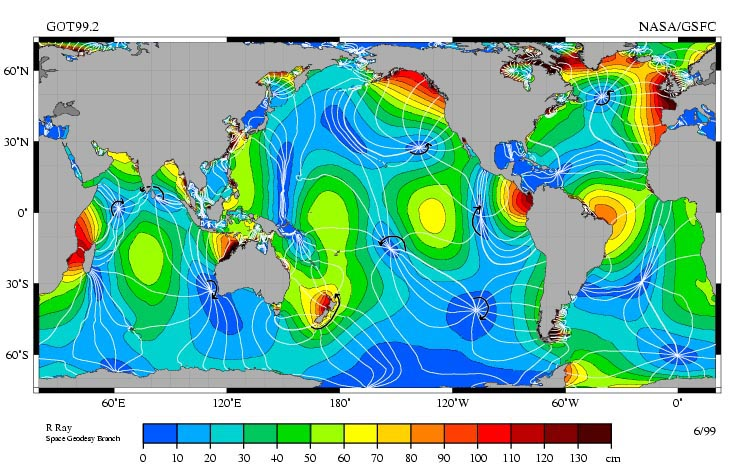
Co-tidal lines met amfidromieën getekend voor het overheersende dubbeldaags middelbaar maansgetij

De getijgolf is een golf die ontstaat onder invloed van de getijdenkracht van de maan en in mindere mate de zon op de roterende aarde. Deze krachten veroorzaken een oscillatie van de aardkost en van het water op aarde en houden deze in stand. De periodieke variaties die als gevolg hiervan optreden in de waterstand vormen het getij. Vrijwel nergens op aarde lopen hoog- en laagwater direct in de pas met de krachten waardoor ze veroorzaakt worden. De plaatsen op aarde waar het gelijktijdig hoogwater is kunnen door middel van lijnen (co-tidal lines) met elkaar verbonden worden (zie afbeelding). Dit kan voor elke component van het getij. De afbeelding hiernaast geeft de co-tidal lines voor de belangrijke M2-component (het dubbeldaags maansgetij) weer. Afbeeldingen van andere componenten laten co-tidal lines zien die hiervan meer of minder verschillen. Goed te zien is dat er punten zijn waar de getijgolf, onder andere als gevolg van het corioliseffect, omheen draait. In deze amfidromische punten treedt geen hoog- of laagwater op. Er kan op die punten wel getijstroming optreden als gevolg van verschillen in waterhoogte op aan weerszijden van het amfidromisch punt gelegen plaatsen.